# Ovidio Victor Schiopetto
Ovidio Víctor Schiopetto (Buenos Aires, 21 de julio de 1903 – Buenos Aires, 27 de noviembre de 1972) fue un doctor en ciencias económicas, profesor de la cátedra Política Económica de la UBA, economista, escritor y diplomático argentino. Destacan su aporte al Censo Agropecuario Argentino de 1937, la implementación y desarrollo de la estadística en el Estado y su contribución a la vinculación comercial y diplomática de Argentina con Europa, tanto antes como después de la Segunda Guerra Mundial.

## Biografía
Ovidio Víctor Schiopetto nace el 21 de julio de 1903 en Capital Federal. Comenzó sus estudios en la Universidad de Buenos Aires. En 1926 fue vocal de la redacción de la Revista de Ciencias Económicas  de la facultad del mismo nombre, a la par de su ingreso al Ministerio de Agricultura como escribiente para la sección Estadística. Egresó en 1928 con una tesis sobre el comercio de granos.
En 1929 fue nombrado delegado de Agricultura ante la comisión de Aforos de Hacienda y en 1930 integró la Comisión Central del censo pecuario. En ese mismo año, luego del cambio de gobierno, el presidente, José Félix Uriburu, confirma a Schiopetto como “personal indispensable”. En 1934, es nombrado como profesor adjunto de la cátedra de Política Económica en la Facultad de Ciencias Económicas de la UBA.
Bajo el mando de Julio C. Urien en la Dirección de Economía Rural y Estadística (DERE), hace toda la carrera administrativa y se forma como economista gubernamental, convirtiéndose en Director de la misma en 1937. Schiopetto representa al ministerio en los congresos y asambleas de la Federación Agraria Argentina y de entidades cooperativas, en los cuales estrecha relaciones con la base del mundo rural. Con el objetivo de versarse en las formas de estudio de la economía rural en Europa, Schiopetto es enviado a Italia y Alemania; quedando posteriormente a cargo de la compilación y edición del Censo Agropecuario Argentino realizado ese mismo año. Para entonces el Ministerio de Agricultura lo nombra jefe de la Oficina de Política Comercial, un cargo a la medida de las ideas bilateralitas y sobre el principio de nación más favorecida que defiende en la cátedra, como adjunto de Política Económica.
Bajo la presidencia de Roberto Marcelino Ortiz y el ministerio de José Padilla, deja la Dirección de Economía Rural y Estadística y queda a cargo de la Comisión Nacional de Abastecimiento (1941), una agencia creada para vigilar los precios máximos y de referencia en los artículos de primera necesidad ofrecidos en el Área Metropolita de Buenos Aires (AMBA). Desde ese cargo, Schiopetto integra el Comité de Exportación y de Estímulo Industrial y Comercial, creado por el ministro Daniel Amadeo y Videla.
En ese mismo año se destacó interviniendo en el desarrollo de la flota marítima Argentina. Luego de negociaciones diplomáticas con un fin específico, el 6 de marzo de 1941 fue creada la Comisión de Asesoramiento de la Marina Mercante, siendo el Dr. Schiopetto uno de los miembros del concejo. Es mediante este concejo que, el 25 de agosto, se firmó un convenio entre los representantes de Argentina e Italia mediante el cual el primero entró en posesión de los barcos italianos que se encontraban en puertos nacionales, como consecuencia de la Segunda Guerra Mundial. De los dieciséis barcos adquiridos, ocho fueron en condición definitiva y otros ocho con opción, por parte de Italia, para recuperarlos al término de la guerra. Esto trajo como consecuencia la formación de la Flota Mercante Argentina, pieza clave para el desarrollo económico de la época.
En junio de 1942, Schiopetto asumió la titularidad de la cátedra Historia de las Doctrinas Económicas de la Universidad de Buenos Aires, normalizando el estudio de la Historia del Pensamiento Económico, en ese entonces poco formalizada. Aclaraba a sus alumnos que no le interesaba detenerse demasiado en las doctrinas clásicas conocidas, sino en las doctrinas que se percibían como dominantes en los primeros años del siglo XX. Le interesaba profundizar las ideas económicas defendidas desde la primera posguerra, denominadas por diferentes autores como “nacionalismo económico”, “socialismo estatal” o “neo-mercantilismo”, posiciones y propuestas que no reflejaban una crisis cíclica o periódica, sino que anunciaban la transformación de la sociedad, marcando el paso de una a otra época histórica. Schiopetto entendía que había que realizar un estudio completo de la “economía industrial de la nación”, para determinar cuáles eran las industrias que debían o no ser protegidas por el estado, para luego establecer las normas a que deberían sujetarse para sumarlas al desenvolvimiento integral de la economía nacional.
En 1943, bajo el gobierno del presidente de facto Farrell, se desempeñó como Director General de Comercio del Ministerio de Agricultura.  En 1944 se convierte en el Director General de Comercio de la Secretaría de Comercio e Industria (SIC); allí, junto con los inspectores de la Secretaría de Trabajo y Previsión, sería responsable de la vigilancia de los precios en el electorado al que pretende atraer la coalición peronista. En ese mismo año integra, junto con Juan Miguel Vaccaro y Rafael García Mata, una vocalía en el Concejo Nacional de Posguerra, con voz y voto en la Subcomisión Técnica de Comercio Exterior. Con la subsiguiente llegada al poder del peronismo sobreviene una crisis en la SIC con la renuncia de Lagomarsino, que provoca un recambio de los antiguos expertos nucleados por la coalición peronista en el Concejo por cuadros político peronistas, entre los que se contaba Schiopetto, quien optó por continuar la carrera docente en la UBA. 
Fue uno de los miembros fundadores de la Asociación Argentina de Economía Política; entidad que nació el 6 de noviembre de 1957 y que, hasta el día de la fecha, tiene como actividad la discusión de trabajos realizados en el ámbito de la economía, en consulta y cooperación con universidades y centros de investigación económica de la Argentina.
Sus últimos años se retiró a la localidad serrana de la Cumbre, Córdoba, donde siguió aportando con sus ideas políticas y modernización del estado colaborando con distintos organismos nacionales e internacionales hasta su fallecimiento en Buenos Aires, el 27 de noviembre de 1972.

## Organismos Internacionales
El Dr. Schiopetto fue parte de la delegación argentina junto al Ministro Saavedra Lamas, involucrada en el acuerdo de armisticio en la Guerra del Chaco, firmándose el 12 de junio de 1935 el Protocolo de Buenos Aires, que puso fin a la guerra. Por esa mediación Saavedra Lamas recibió en 1936 el Premio Nobel de la Paz.
Mantuvo su postura en la defensa de la neutralidad del país en la Guerra Civil Española, tema muy sensible por la gran cantidad de españoles en Argentina.
En 1942 fue delegado en la 3º Conferencia “de Río de Janeiro”, junto con el canciller Ruiz Guiñazú, Eduardo Labougle, Luis Podestá Costa, Raúl Prebisch, Carlos I. Torriani, Enrique Ruiz Guiñazú (hijo) y Mario Octavio Amadeo. Allí Argentina se opondría al petitorio estadounidense de renunciar a su neutralidad. En ese mismo año, participó en el Convenio de Cooperación comercial entre los países del Plata, celebrado en Buenos Aires
En 1947 participó en el Concejo Económico y Social (ECOSOC) de Naciones Unidas. En 1948 fue miembro de la Comisión Económica para América Latina, que celebró sus sesiones en Santiago de Chile; mientras que en 1955 participó en la misma Comisión, esta vez celebrada en Bogotá.
Entre 1946 y 1949 se desempeñó como consejero económico de la embajada argentina en Suiza. Allí, hace los contactos pertinentes en los países de posguerra recibiendo a Eva Perón en su paso por Suiza.
Fue parte de la Embajada de la República Argentina en Estados Unidos en abril de 1951.

## Obras publicadas
De sus obras dedicadas al internacionalismo y a la Política Economía, estadísticas,  entre ellas cabe destacar:
- “Nociones de Política Económica Internacional”, Schiopetto, Ovidio Víctor. Publicado por: Universidad de Buenos Aires, (Buenos Aires: Año: 1935. 2 tomos).[3]
- “Nuevas orientaciones en la política económica internacional. Economía de guerra, Comercio exterior argentino”, Schiopetto, Ovidio Víctor, París, mayo de 1939, p. 42, mimeo.
- “Historia de las doctrinas económicas. Parte 3”, Schiopetto, Ovidio Víctor. Publicado por: Universidad de Buenos Aires. Facultad de Ciencias Económicas. Centro de Estudiantes de Ciencias Económicas. Colegio de Graduados en Ciencias Económicas,  Buenos Aires, diciembre 1946
- “El comercio de granos”, Schiopetto, Ovidio Víctor Universidad de Buenos Aires. Facultad de Ciencias Económicas  Buenos Aires, 1928.[4]
- “Las negociaciones comerciales con Italia”, Schiopetto, Ovidio V, Revista de Ciencias Económicas, año XXI, n° 145, agosto 1933, pp. 571-581.
- "La imposición de la renta de los valores mobiliarios (Estudio crítico de los proyectos argentinos)" Schiopetto, Ovidio - In: Investigaciones de seminario 5 (1927), pp. 229-251  acciones de seminario; 5 (1927)[5]
- “La teoría económica" in "Roma" “Schiopetto, Ovidio:, in  Revista de Ciencias económicas, Buenos Aires, año XXXV, n. 310, mayo.[6]
- “Preferencia Imperial”  Schiopetto, Ovidio, Buenos Aires, 1932.
- Apuntes del Curso de Política Económica,  Schiopetto, Ovidio.1934.
- “El origen de la teoria económica”, Schiopetto Ovidio Víctor.[7]

## Distinciones internacionales
- Comendador de la Orden de la Corona de Italia
- Orden de la Cruz del Sur (Brasil, 17 de marzo de 1935)
- Orden de la República Española (España, 6 de enero de 1936)
- Oficial de la Orden del León Blanco (Checoslovaquia, 23 de agosto de 1938)
- Condecoración al mérito (Chile, enero de 1943)
- Caballero de la Orden de la Rosa Blanca de Finlandia (Finlandia, 23  de febrero de 1945)
- Legión de Honor (Francia, 1939)
- Cruz de Hierro (Alemania, 1937)